# Ephippiorhynchus senegalensis
La mitteria del Senegal o becco a sella africano (Ephippiorhynchus senegalensis Shaw, 1800), conosciuta anche come cicogna sellata o jabirù africano, è un grande uccello trampoliere della famiglia dei Ciconiidi (Ciconiidae). Si tratta di una specie molto diffusa, presente nell'Africa subsahariana, in particolare in Sudan, Etiopia e Kenya, fino al Sudafrica, nonché in Gambia, Senegal, Costa d'Avorio e Ciad, nell'Africa occidentale. La popolazione del Sudafrica è considerata a rischio di estinzione.
La mitteria del Senegal è strettamente imparentata con il becco a sella asiatico, diffuso in Asia e Australia, l'unico altro membro del genere Ephippiorhynchus.

## Descrizione

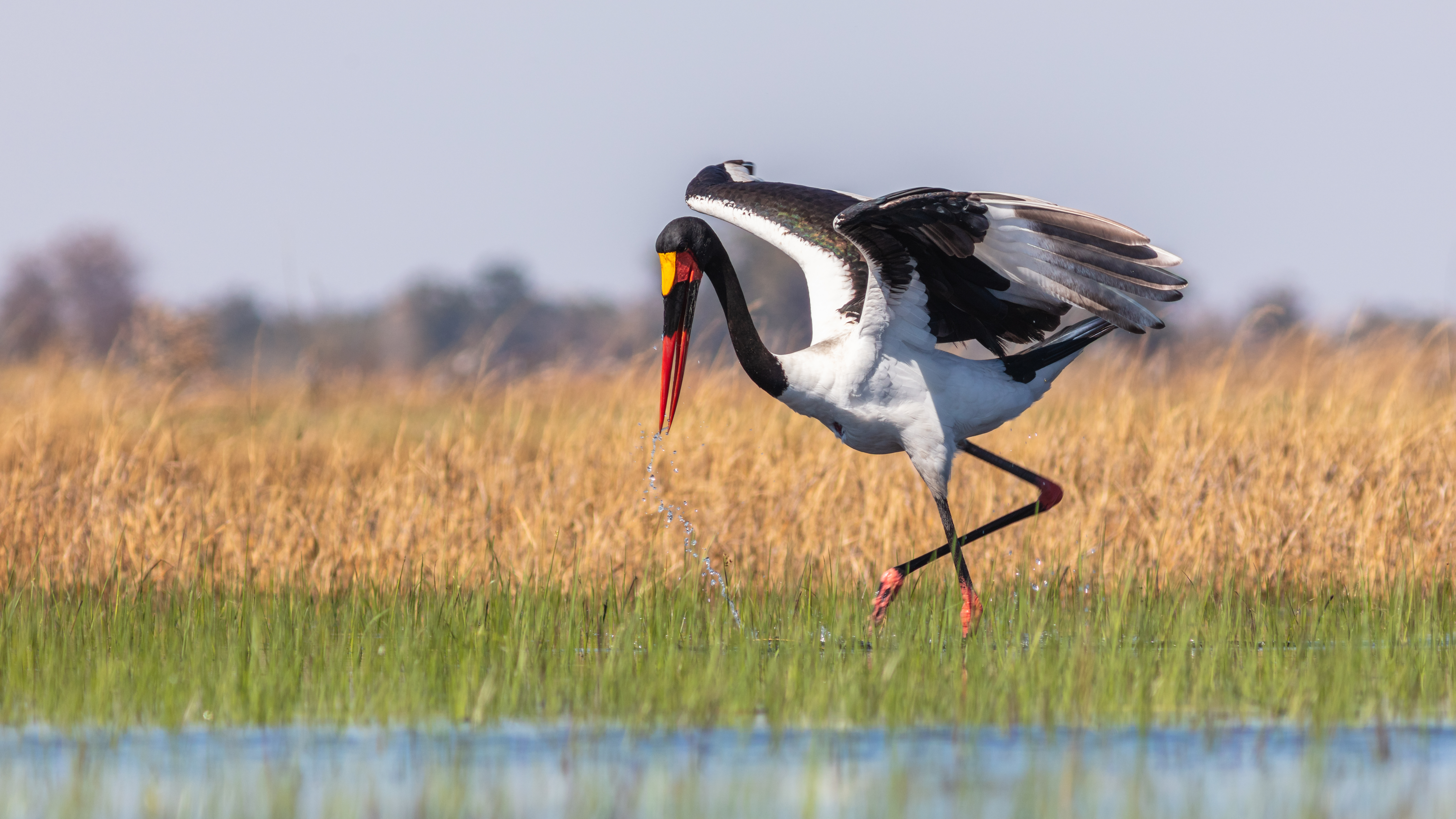
Un maschio a pesca, in Botswana

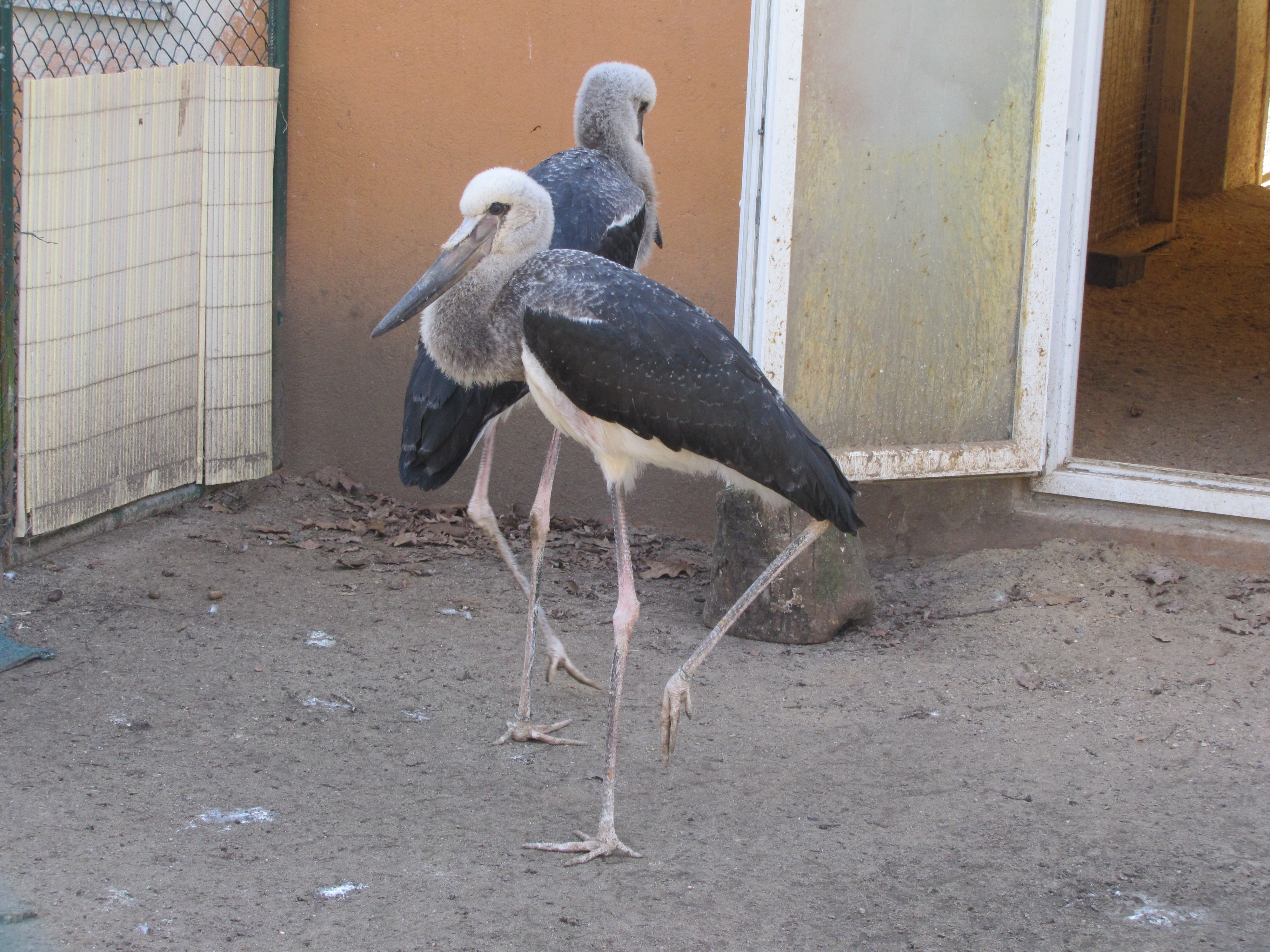
Esemplari giovani allo Zoo Cottbus, Brandeburgo

Le mitterie sono tra le cicogne più grandi esistenti, e la mitteria del Senegal ne è il rappresentante più imponente, raggiungendo regolarmente un'altezza di 1,50 metri, una lunghezza di 1,42 metri e un'apertura alare compresa tra 2,4 e 2,7 metri. Il maschio è più grande e pesante della femmina, con un peso che varia dai 5,1 ai 7,52 kg, e una massa media di 6,38 kg. La femmina pesa solitamente tra i 5 e i 6,84 kg, con una massa media di 5,95 kg. Questo uccello è probabilmente la cicogna più alta (sebbene non la più pesante), grazie alle sue zampe estremamente lunghe: il tarso può raggiungere una lunghezza di 36,5 centimetri. Il becco, lungo e leggermente ricurvo verso l'alto, misura tra i 27,3 e i 36 centimetri. I sessi si distinguono facilmente per il colore delle iridi, marroni nel maschio e gialle nella femmina, oltre che per i due piccoli bargigli gialli presenti sulla gola del maschio.
La mitteria del Senegal è un uccello molto colorato: maschio e femmina appaiono simili quando appollaiati, ma le femmine mostrano più bianco sulle penne primarie durante il volo. La testa, il collo, la schiena, le ali e la coda sono di colore nero iridescente, mentre il resto del corpo e le penne primarie sono bianche. I giovani, invece, hanno un piumaggio più scuro, di colore grigio-marrone. Il massiccio becco è rosso con una fascia nera, mentre la pelle alla base del becco, nota come "sella", è gialla. Le zampe e i piedi sono di colore grigio scuro o nero, con giunture e piedi rosati. Sul petto è presente una piccola area di pelle nuda rossa, che si scurisce durante la stagione riproduttiva.

## Distribuzione e habitat
La mitteria del Senegal è un uccello stanziale che predilige gli acquitrini, le paludi e le pianure alluvionali dell'Africa subsahariana. Si tratta di una specie ampiamente distribuita, presente in Sudan, Etiopia e Kenya fino al Sudafrica, nonché in Gambia, Senegal, Costa d'Avorio e Ciad nell'Africa occidentale. Tuttavia, la popolazione sudafricana è considerata in pericolo di estinzione. Su scala continentale, questi uccelli tendono a preferire le aree protette che offrono ampi territori ricchi di acqua e al riparo dai cacciatori.

## Biologia

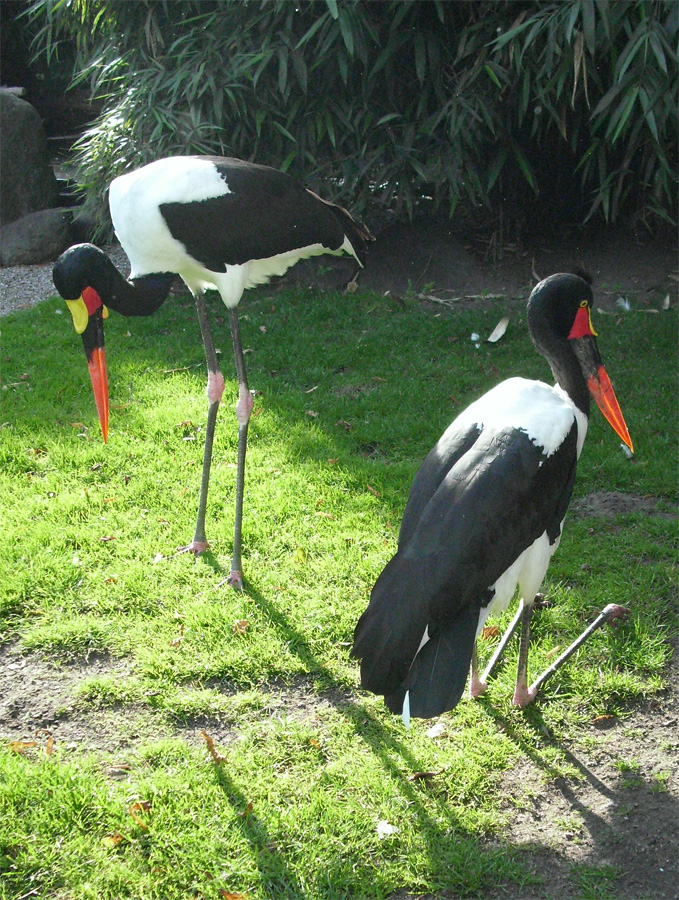
Una coppia, all'Hagenbeck Zoo, Amburgo

Sono uccelli piuttosto silenziosi, ad eccezione del rumore prodotto sbattendo ripetutamente il becco, soprattutto quando si trovano nel nido. Come la maggior parte delle cicogne, le mitterie del Senegal volano con il collo disteso in avanti, e non retratto sul dorso come negli aironi. Durante il volo, il grande e pesante becco viene tenuto leggermente abbassato, poco più in basso rispetto al ventre, conferendo a questi uccelli un aspetto molto insolito per chi li osserva per la prima volta. Tuttavia, per gli esperti di birdwatching, questo dettaglio li rende facilmente riconoscibili anche da lontano. È stato inoltre suggerito che, a causa delle loro grandi dimensioni e del loro aspetto particolare in volo, questa specie possa essere all'origine della leggenda del criptide kongamato o kongamatoro.

### Alimentazione
La mitteria del Senegal, come la maggior parte delle sue specie affini, si nutre principalmente di pesci, rane e granchi, ma non disdegna piccoli uccelli e rettili. Durante la caccia, si muove in modo lento e maestoso, ricordando il comportamento degli aironi più grandi.

### Riproduzione
Questi uccelli nidificano in zone umide boscose e nelle pianure alluvionali delle aree tropicali. Formano coppie monogame che rimangono insieme per tutta la vita. Sono perlopiù uccelli solitari e, durante la stagione riproduttiva, ogni coppia occupa un proprio territorio, evitando di nidificare in colonie come accade in molte altre specie di uccelli acquatici. Il nido, grande e profondo, viene costruito dal maschio con materiale legnoso, solitamente in alto sugli alberi e vicino a corsi d'acqua.
La mitteria del Senegal depone generalmente una covata all'anno, composta solitamente da una o due uova bianche, ciascuna del peso di circa 146 grammi. Il periodo di incubazione dura 30-35 giorni. Dopo la schiusa, i pulcini impiegano altri 70-100 giorni per sviluppare il piumaggio necessario al volo. Il piumaggio adulto e la maturità sessuale vengono raggiunti intorno ai tre anni di età.

## Conservazione

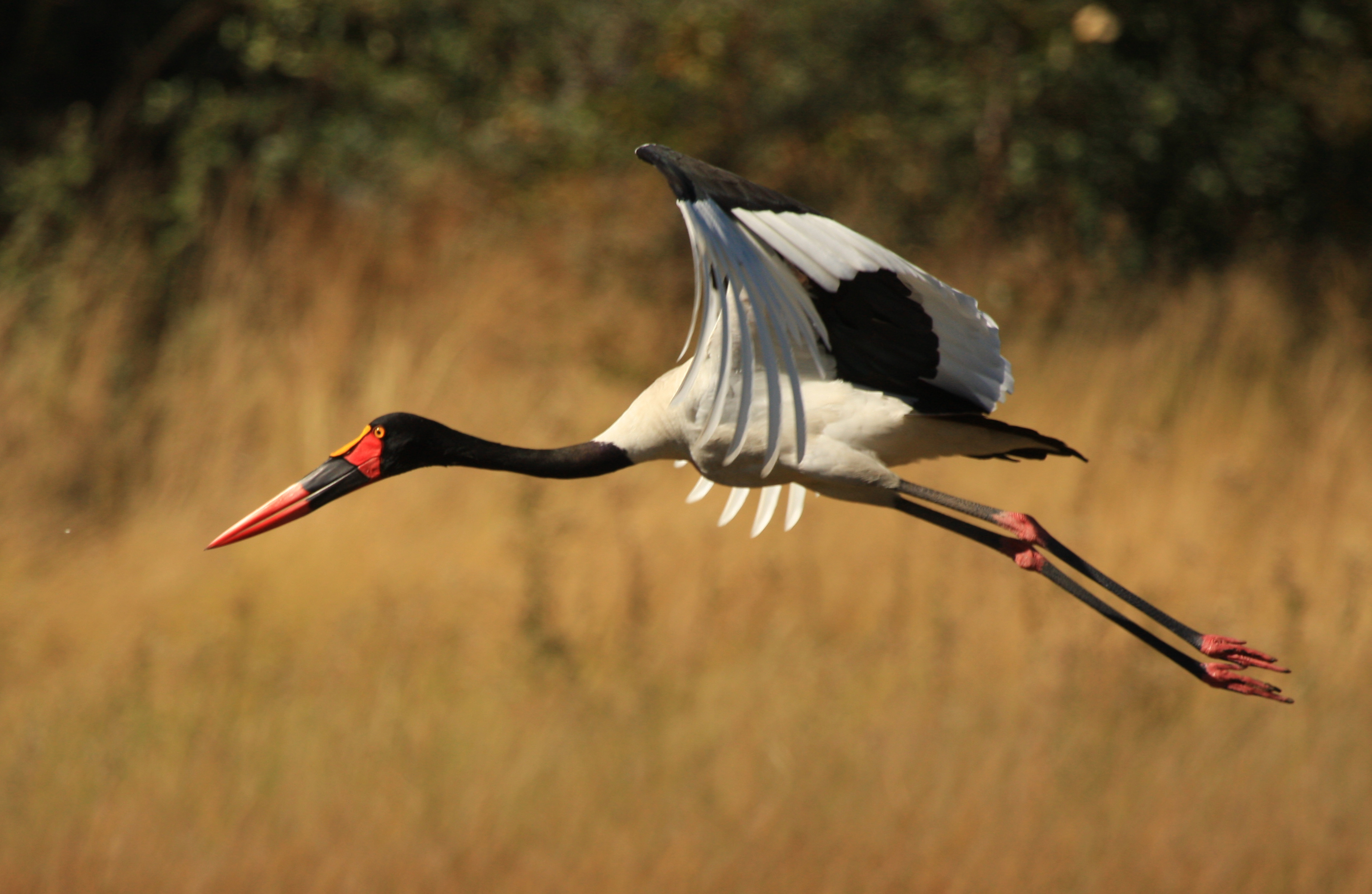
Un esemplare in volo

Sebbene sia stata classificata come specie a Rischio minimo dalla IUCN, la popolazione delle mitterie del Senegal è in diminuzione, principalmente a causa dell'alterazione, del degrado e della conversione delle aree umide in terreni agricoli, aree fondamentali per la sopravvivenza di questi uccelli.
Grazie al suo aspetto caratteristico e ai suoi colori vivaci, la mitteria del Senegal è molto apprezzata nei bioparchi e negli zoo, dove viene spesso esposta insieme ad altri uccelli africani.

### Interazioni con l'uomo
Questo maestoso uccello è rappresentato in un antico geroglifico egizio (Gardiner G29), associato al valore fonetico "bꜣ":
| G29 |

È spesso erroneamente identificato come "jabiru", un nome che in realtà appartiene a un suo parente sudamericano. Il faraone Khaba, della Terza Dinastia, incorporò questo geroglifico nel proprio nome (Jiménez Serrano, 2002). Le prime rappresentazioni della mitteria del Senegal risalgono al tardo periodo predinastico (pre-3150 a.C.). Queste raffigurazioni sono state utili per tracciare un probabile declino dell'areale della specie nell'antico Egitto, attribuito all'intensificazione dell'urbanizzazione e al progressivo inaridimento del clima tra il 2686 e il 2181 a.C.